# Rampant
Rampant är ett musikalbum av Nazareth. Albumet släpptes på våren 1974, spelades in i Schweiz och Roger Glover producerade. Det här albumet genererade ingen hitsingel i Storbritannien, vilket de två föregående albumen gjort, men sålde ändå bra, särskilt i Skandinavien och mellaneuropa. "Shanghai'd In Shanghai" var dock en singelhit i Österrike, Schweiz och Finland. Sista låten på albumet var en cover på "Shapes of Things" ursprungligen inspelad av The Yardbirds 1966. 1997 släpptes en cd-utgåva med bonusspår.

## Låtlista
1. "Silver Dollar Forger, Pt. 1-2" - 5:36
2. "Glad When You're Gone" - 4:17
3. "Loved And Lost" - 5:12
4. "Shanghai'd In Shanghai" - 3:43
5. "Jet Lag" - 6:43
6. "Light My Way" - 4:09
7. "Sunshine" - 4:15
8. "Shapes of Things/Space Safari" - 6:21

## Listplaceringar
| Lista (1974)   | Position             |
| -------------- | -------------------- |
| Danmark        | 8 (DR "Top 30")      |
| Finland        | 3                    |
| Kanada         | 80 (RPM)             |
| Norge          | 3 (VG-lista)         |
| Storbritannien | 13 (UK Albums Chart) |
| Sverige        | 4 (Kvällstoppen)     |
| USA            | 157 (Billboard 200)  |
| Västtyskland   | 11                   |
| Österrike      | 1                    |